# Serkan Aykut
Serkan Aykut (Ankara, 24 febbraio 1975) è un ex calciatore turco, di ruolo attaccante.

## Carriera
Fu capocannoniere del campionato turco nel 2000.

## Palmarès

### Club

#### Competizioni nazionali
- Campionato turco: 1

Galatasaray: 2001-2002

#### Competizioni internazionali
- Coppa dei Balcani per club: 1

Samsunspor: 1994
- Supercoppa UEFA: 1

Galatasaray: 2000

### Individuale
- Capocannoniere del campionato turco: 1

1999-2000 (30 gol)